# Oragua osborni
Oragua osborni är en insektsart som beskrevs av Young 1977. Oragua osborni ingår i släktet Oragua och familjen dvärgstritar. Inga underarter finns listade i Catalogue of Life.